# Спомен-костурница Паметник
Спомен-костурница Паметник у Димитровграду је заједничка гробница српских и бугарских војника међусобно поубијаних на Нешковом брду 24. новембра 1885, у току Српско-бугарског рата. Спомен костурница је свечано откивена 6. маја 1887. године. Сам споменик се налази на коти од 678 мнв.

## Општи подаци
После битке прса у прса на бојишту су остала тела 49 српских и 58 бугарских ратника. За њих је, две године након битке, по наредби бугарског команданта, подигнута спомен-костурница Паметник.